# サムウェア・ディープ・イン・ザ・ナイト
『サムウェア・ディープ・イン・ザ・ナイト』（Somewhere Deep in the Night）は、日本では2001年5月23日にリリースされたスウィング・アウト・シスターの7枚目のスタジオ・アルバム。発売元はユニバーサルミュージック。

## 収録曲
| #   | タイトル                                          | 作詞 | 作曲・編曲 |
| --- | ------------------------------------------------- | ---- | ---------- |
| 1.  | 「スルー・ザ・スカイ」                            |      |            |
| 2.  | 「ウィル・ウィ・ファインド・ラヴ?」               |      |            |
| 3.  | 「サムウェア・ディープ・イン・ザ・ナイト」        |      |            |
| 4.  | 「ザ・ヴァイタル・シング」                        |      |            |
| 5.  | 「ホワット・カインド・オブ・フール・アー・ユー?」 |      |            |
| 6.  | 「サスペンディッド・イン・タイム」                |      |            |
| 7.  | 「アルパイン・クロッシング」                      |      |            |
| 8.  | 「フール・タグ」                                  |      |            |
| 9.  | 「ホエア・ザ・ヘル・ディド・アイ・ゴー・ロング?」 |      |            |
| 10. | 「ノン・エ・ヴェーロ・マ・チクレード」            |      |            |
| 11. | 「タッチ・ミー・ナウ」                            |      |            |
| 12. | 「ザ・ヴァイタル・シング - テイクB」              |      |            |
| 13. | 「ホエア・ドゥ・アイ・ゴー?」                     |      |            |
| 14. | 「ナウ・リッスン・トゥ・ミー」                    |      |            |

## チャート成績

### 週間チャート
| チャート（2001年）       | 最高順位 |
| ------------------------ | -------- |
| 日本（オリコンチャート） | 47       |